# Alboglossiphonia
Alboglossiphonia (лат.) — род плоских пиявок (Glossiphoniidae).

## Описание
Пиявки небольшого размера. Окраска тела от очень светлой и полупрозрачной до бурой. Сосочки на поверхности тела могут быть как совсем маленькими, так и вполне сильно развитыми, организованными в продольные ряды. Глаз 3 пары, передняя из них сильно сближена вплоть до слияния в единое глазное пятно. Характерно наличие диффузных слюнных желёз, 6—7 (у базального вида A. quadrata — 10) пар карманов желудка. Семенников 5 или 6 пар. Половые пути открываются общей гонопорой или же мужская и женские гонопоры разделены 1 или 2 кольцами, причём так или иначе гонопоры открываются на XII сегменте и/или в бороздке между XI и XII сегментами. Коконы или одиночные яйца вынашиваются, будучи прикреплёнными к брюшной стороне тела.
Питаются жидкостями и тканями тела своих жертв, чаще всего моллюсков. Для многих видов показано по крайней мере факультативное сожительство с моллюсками, проявляющееся в заселении пиявками их мантийной полости. Так, Alboglossiphonia bhamoensis обнаружена в мантийной полости двустворчатого моллюска, а виды A. annandalei, A. disjuncta, A. heteroclita, A. hyalina, A. lata, A. namaquaensis, A. pahariensis и A. pallida — брюхоногих моллюсков. Кроме того, показано заселение молодыми особями A. pahariensis тела пресноводных губок (притом, что взрослые особи в той же местности были исключительно свободноживущими), а особями A. cf. papillosa — колоний пресноводных мшанок.
Известны в Голарктике, Эфиопской, Индо-Малайской и Австралийской областях. 

## Таксономия и номенклатура
Род Alboglossiphonia относится к подсемейству Glossiphoniinae семейства Glossiphoniidae (плоские пиявки).
Близки к Glossiphonia и изначально описаны в качестве подрода этого рода Е. И. Лукиным на основании морфологических данных, до ранга рода повышены в работах Klemm, 1982. Название буквально означает «белая Glossiphonia», одновременно отсылая к сходству с последней и притом очень светлой окраске тела. Данные молекулярной филогении подтверждают сестринское положение этих двух родов.
Внутренняя систематика рода не устоялась. Молекулярные исследования ещё ни разу не охватывали всё разнообразие описанных в составе рода видов, имеющиеся каталоги неполны.
Упоминаются следующие виды:

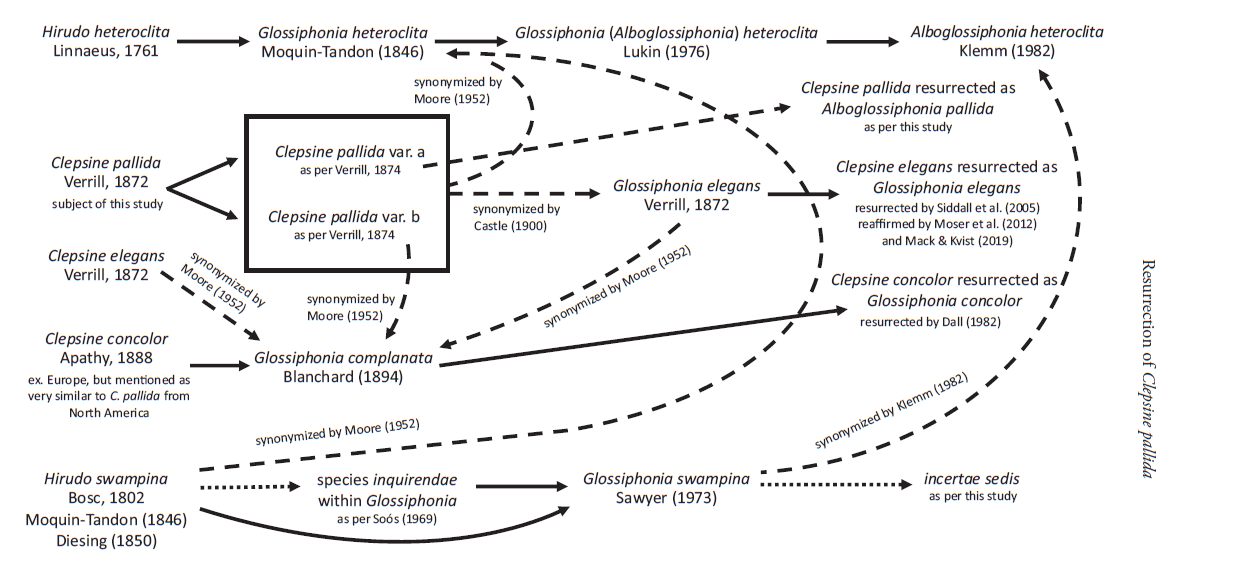
Схематическое отображение истории таксономических ревизий Alboglossiphonia pallida и близких видов как пример неустойчивости внутренней систематики рода. Сплошной жирной линией изображены акты новых таксономических ревизий, пунктирной линией — синонимизация, линией из отдельных точек — признание недостоверности описания.

- Alboglossiphonia afroalpina (Jueg, 2022)
- Alboglossiphonia annandalei (Oka, 1922)
- Alboglossiphonia australiensis (Goddard, 1908)
- Alboglossiphonia bhamoensis (Bolotov, Eliseeva, Kondakov, Konopleva & Vikhrev, 2022)
- Alboglossiphonia buniana (Jueg, 2022)
- Alboglossiphonia cheili (Oosthuizen, 1978) [= Alboglossiphonia namaquaensis (Augener, 1936)]
- Alboglossiphonia conjugata (Oosthuizen, 1978)
- Alboglossiphonia disjuncta (Moore, 1939)
- Alboglossiphonia disuqi (Shimy, 1990)
- Alboglossiphonia heteroclita (Linnaeus, 1761)
- Alboglossiphonia hyalina (O. F. Müller, 1774)
- Alboglossiphonia iberica (Jueg, 2008)
- Alboglossiphonia inflexa (Goddard, 1908) nom. dub.
- Alboglossiphonia intermedia (Goddard, 1909)
- Alboglossiphonia kashiensis (Nesemann, 2007)
- Alboglossiphonia lata (Oka, 1910)
- Alboglossiphonia levis (Gouda, 2010)
- Alboglossiphonia macrorhyncha (Oosthuizen, 1978)
- Alboglossiphonia masoni (Sawyer, 1986) nom. nud.
- Alboglossiphonia mesembrina (Ringuelet, 1949)
- Alboglossiphonia multistriata (Mason, 1974)
- Alboglossiphonia namaquaensis (Augener, 1936)
- Alboglossiphonia novaecaledoniae (Johansson, 1918)
- Alboglossiphonia pahariensis (Nesemann & Sharma, 2007)
- Alboglossiphonia pallida (Verrill, 1872)
- Alboglossiphonia polypompholyx (Oosthuizen et al., 1988)
- Alboglossiphonia quadrata (Moore, 1949)
- Alboglossiphonia reisui (Kambayashi & Nakano, 2025)
- Alboglossiphonia sibirica (Bolotov, Eliseeva, Klass & Kondakov, 2022)
- Alboglossiphonia striata (Apáthy, 1888)
- Alboglossiphonia tasmaniensis (Ingram, 1957)
- Alboglossiphonia weberi (Blanchard, 1897)

При этом статус некоторых из этих видов неясен. Так, Alboglossiphonia masoni представляет собой nomen nudum (название, данное без описания) и является невалидным с точки зрения Международного кодекса зоологической номенклатуры; экземпляры, фигурирующие под этим названием, были описаны как Alboglossiphonia heteroclita. Ещё два вида, Alboglossiphonia hyalina и Alboglossiphonia striata, иногда рассматриваются как вариететы Alboglossiphonia heteroclita, не имеющие монофилетического статуса. Ранее выделявшийся вид Alboglossiphonia cheili на настоящий момент предложено рассматривать как младший синоним Alboglossiphonia namaquaensis.
Отнесение Alboglossiphonia inflexa (первоначально описанного как Glossiphonia inflexa) к этому роду сомнительно и никак не комментируется первоисточником.
В 2023 году на основании морфологии (числа колец между мужской и женской гонопорами) и зоогеографии предложена классификация рода на три группы видов:
1. Виды Alboglossiphonia afroalpina, Alboglossiphonia annandalei, Alboglossiphonia buniana, Alboglossiphonia disjuncta, Alboglossiphonia iberica, Alboglossiphonia levis, Alboglossiphonia macrorhyncha, Alboglossiphonia namaquaensis, Alboglossiphonia polypompholyx (2 кольца между гонопорами; африканские виды за исключением A. annandalei, распространённой в Индии и Мьянме).
2. Виды Alboglossiphonia ausraliensis, Alboglossiphonia conjugata, Alboglossiphonia intermedia, Alboglossiphonia mesembrina, Alboglossiphonia multistriata, Alboglossiphonia novaecaledoniae (1 кольцо между гонопорами; распространены в Африке, Австралии и Южной Америке).
3. Виды Alboglossiphonia disuqi, Alboglossiphonia heteroclita, Alboglossiphonia hyalina, Alboglossiphonia kashiensis, Alboglossiphonia lata, Alboglossiphonia masoni, Alboglossiphonia pahariensis, Alboglossiphonia striata, Alboglossiphonia tasmaniensis, Alboglossiphonia weberi (гонопоры слиты в единое отверстие; распространены в Северной Америке и Евразии, а также в Австралии).

По данным молекулярной филогении, наиболее базальное положение в роде Alboglossiphonia занимает вид Alboglossiphonia quadrata, следующим за ним отделяется вид Alboglossiphonia bhamoensis. Оба вида не упоминаются в предыдущем из названных исследований.